# Championnat du monde de beach soccer 2001
Navigation
2000 2002
L'édition 2001 de la coupe du monde de beach soccer est la 7e édition de la compétition qui se déroule sur la Costa do Sauípe à Bahia. Le Portugal remporte son premier titre.

## Équipes participantes
- Allemagne

- Argentine

- Brésil

- Espagne

- États-Unis

- France

- Italie

- Pérou

- Portugal

- Turquie

- Venezuela

- Uruguay

## Déroulement
Les équipes sont divisées en quatre groupes de 3 équipes. Les deux premiers de chacun d'entre eux sont qualifiés pour les quarts de finale.

## Phase de groupe

### Groupe A
| Équipe    | Pts | J | V | N | D | Bp | Bc | Diff |
| --------- | --- | - | - | - | - | -- | -- | ---- |
| Brésil    | 6   | 2 | 2 | 0 | 0 | 21 | 3  | 6    |
| Italie    | 3   | 2 | 1 | 0 | 1 | 4  | 13 | 3    |
| Allemagne | 0   | 2 | 0 | 0 | 2 | 5  | 14 | 0    |

| 11 février 2001 | Brésil | 10–3 | Allemagne | Costa do Sauípe |  |
|                 |        |      |           |                 |  |

| 13 février 2001 | Brésil | 11–0 | Italie | Costa do Sauípe |  |
|                 |        |      |        |                 |  |

| 14 février 2001 | Italie | 4–2 | Allemagne | Costa do Sauípe |  |
|                 |        |     |           |                 |  |

### Groupe B
| Équipe    | Pts | J | V | N | D | Bp | Bc | Diff |
| --------- | --- | - | - | - | - | -- | -- | ---- |
| France    | 6   | 2 | 2 | 0 | 0 | 12 | 6  | 6    |
| Pérou     | 3   | 2 | 1 | 0 | 1 | 8  | 10 | 3    |
| Venezuela | 0   | 2 | 0 | 0 | 2 | 7  | 11 | 0    |

| 12 février 2001 | Pérou | 5–4 | Venezuela | Costa do Sauípe |  |
|                 |       |     |           |                 |  |

| 13 février 2001 | France | 6–3 | Venezuela | Costa do Sauípe |  |
|                 |        |     |           |                 |  |

| 14 février 2001 | Pérou | 3–6 | France | Costa do Sauípe |  |
|                 |       |     |        |                 |  |

### Groupe C
| Équipe     | Pts | J | V | N | D | Bp | Bc | Diff |
| ---------- | --- | - | - | - | - | -- | -- | ---- |
| Portugal   | 6   | 2 | 2 | 0 | 0 | 9  | 3  | 6    |
| États-Unis | 3   | 2 | 1 | 0 | 1 | 5  | 4  | 1    |
| Uruguay    | 0   | 2 | 0 | 0 | 2 | 1  | 8  | -7   |

| 12 février 2001 | États-Unis | 3–0 | Uruguay | Costa do Sauípe |  |
|                 |            |     |         |                 |  |

| 13 février 2001 | États-Unis | 2–4 | Portugal | Costa do Sauípe |  |
|                 |            |     |          |                 |  |

| 14 février 2001 | Portugal | 5–1 | Uruguay | Costa do Sauípe |  |
|                 |          |     |         |                 |  |

### Groupe D
| Équipe    | Pts | J | V | N | D | Bp | Bc | Diff |
| --------- | --- | - | - | - | - | -- | -- | ---- |
| Argentine | 6   | 2 | 2 | 0 | 0 | 6  | 0  | 6    |
| Espagne   | 3   | 2 | 1 | 0 | 1 | 2  | 4  | 2    |
| Turquie   | 0   | 2 | 0 | 0 | 2 | 1  | 5  | -4   |

| 12 février 2001 | Espagne | 2–1 | Turquie | Costa do Sauípe |  |
|                 |         |     |         |                 |  |

| 13 février 2001 | Argentine | 3–0 | Turquie | Costa do Sauípe |  |
|                 |           |     |         |                 |  |

| 14 février 2001 | Argentine | 3–0 | Espagne | Costa do Sauípe |  |
|                 |           |     |         |                 |  |

## Phase finale

### Quarts de finale
| 16 février 2001 | France | 5–4 | Italie | Costa do Sauípe |  |
|                 |        |     |        |                 |  |

| 16 février 2001 | Argentine | 5–1 | États-Unis | Costa do Sauípe |  |
|                 |           |     |            |                 |  |

| 16 février 2001 | Portugal | 1–0 | Espagne | Costa do Sauípe |  |
|                 |          |     |         |                 |  |

| 16 février 2001 | Brésil | 7–1 | Pérou | Costa do Sauípe |  |
|                 |        |     |       |                 |  |

### Demi-finales
| 17 février 2001 | Portugal | 6–5 | Brésil | Costa do Sauípe |  |
|                 |          |     |        |                 |  |

| 17 février 2001 | France | 6–5 | Argentine | Costa do Sauípe |  |
|                 |        |     |           |                 |  |

### Match pour la3eplace
| 18 février 2001 | Argentine | 4–2 | Brésil | Costa do Sauípe |  |
|                 |           |     |        |                 |  |

### Finale
| 18 février 2001 | Portugal | 9–3 | France | Costa do Sauípe |  |
|                 |          |     |        |                 |  |

## Statistiques

### Classement
| Place              | Équipe     |
| ------------------ | ---------- |
| Médaille d'or      | Portugal   |
| Médaille d'argent  | France     |
| Médaille de bronze | Argentine  |
| 4                  | Brésil     |
| 5                  | États-Unis |
| 6                  | Espagne    |
| 7                  | Pérou      |
| 8                  | Italie     |
| 9                  | Venezuela  |
| 10                 | Turquie    |
| 11                 | Uruguay    |
| 12                 | Allemagne  |

### Trophées individuels
- Meilleur joueur :  Hernâni Neves
- Meilleur buteur :  Alan Cavalcanti (10 buts)
- Meilleur gardien :  Pascal Olmeta

## Source
(en) Beach Soccer World Cup 2001 sur rsssf.com